# Lissoteles fernandezii
Lissoteles fernandezii là một loài ruồi trong họ Asilidae. Lissoteles fernandezii được Kaletta miêu tả năm 1976. Loài này phân bố ở vùng Tân nhiệt đới.